# Karen Spärck Jones

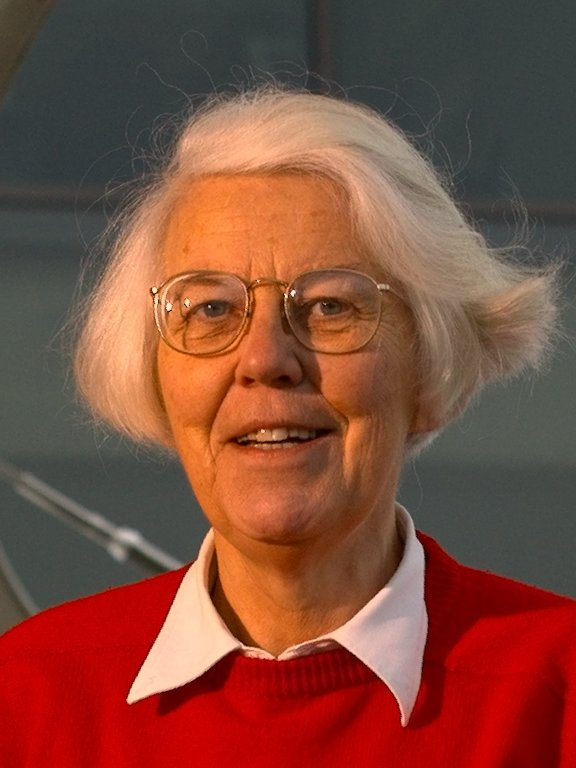
Karen Spärck Jones

Karen Spärck Jones (* 26. August 1935 in Huddersfield, Yorkshire, England; † 4. April 2007) war eine britische Informatikerin und Professorin der Universität Cambridge.

## Leben
Karen Spärck Jones wurde in Huddersfield, Yorkshire, England als Tochter von Owen Jones, einem Dozenten für Chemie, und Ida Spärck, einer Norwegerin, die während des Zweiten Weltkrieges nach Großbritannien auswanderte, geboren.
Sie besuchte von 1953 bis 1956 das Girton College.
1958, während ihrer Zeit als Doktorandin heiratete sie Roger Needham.
Im selben Jahr veröffentlichte sie, zusammen mit ihrem Mann und Margaret Masterman, die Arbeit The analogy between mechanical translation and library retrieval und wurde damit zu einer frühen Vertreterin der Computerlinguistik und des Information Retrieval.
Von 1965 bis 1968 forschte sie am Newnham College und direkt im Anschluss bis 1980 am Darwin College.
In diese Zeit fiel ihre Veröffentlichung zur Analyse von Worthäufigkeiten in großen Textmengen, welche zur damaligen Zeit von Computern nicht gespeichert werden konnten. Die Bedeutung dieser Arbeit zeigt sich darin, dass sie 1994, zusammen mit Erkenntnissen Anderer, unter dem Titel Simple proven approaches to text retrieval erneut veröffentlicht wurden und die Grundlage der Suchmaschine AltaVista bildete.
1972 beschrieb sie erstmals die Inverse Dokumenthäufigkeit. Am Darwin College war sie zwischen 1973 und 1979 Bibliothekarin.
1994 war sie Präsidentin der Association for Computational Linguistics (ACL).
Am 30. September 2002 wurde sie offiziell emeritiert, arbeitete aber weiterhin im Computerlabor. Im Jahr 2002 wurde sie wegen Krebs behandelt, welcher aber nicht vollständig besiegt werden konnte.
Sie starb am 4. April 2007 an Krebs, hatte aber bis wenige Wochen vor ihrem Tod noch gearbeitet.

## Karen Spärck Jones Award
Zur Erinnerung an Karen Spärck Jones wurde 2008 der nach ihr benannte Karen Spärck Jones-Preis (manchmal kurz KSJ Award) von der British Computer Society (BCS) und ihrer Information Retrieval Specialist Group (BCS IRSG) ins Leben gerufen. Der Preis, welcher Nachwuchsforscher auszeichnet, die herausragende Leistungen innerhalb der ersten zehn Jahre nach der Promotion nachweisen können, wurde von Microsoft Research und wird zurzeit von Bloomberg gestiftet. Die Preisträger und Preisträgerinnen werden traditionell eingeladen, im Folgejahr einen Gastvortrag alternierend auf der European Conference on Information Retrieval (ECIR, Europas größte wissenschaftlicher Konferenz im Bereich Informationswiedergewinnung) oder der  Conference of the European Chapter of the Association for Computational Linguistics (EACL) zu halten.

## Auszeichnungen
- Mitglied der British Academy, 1995
- ACM-AAAI Allen Newell Award, 2006
- ACL Lifetime Achievement Award, 2007
- Lovelace Medal der British Computer Society, 2007